# Zuidveen
Zuidveen (Nedersaksisch: Zuudvene, Sevene (klemtoon op tweede e)) is een dorpje in de gemeente Steenwijkerland, in de Nederlandse provincie Overijssel.
Zuidveen is gelegen in de Kop van Overijssel ten zuiden van Steenwijk en de provinciale weg N333 (plaatselijk bekend als de Zuidveenseweg). In 2023 telde het dorp 620 inwoners.